# 연천도서관
연천도서관은 경기도 연천군 연천읍 소재의 군립 도서관이다.

## 연혁
- 2006. 06. 09 연천도서관 착공
- 2007. 04. 13 연천도서관 준공 및 개관

## 시설현황
- 2층: 종합자료실, 일반열람실, 멀티미디어실, DVD감상코너
- 1층: 문화강좌실, 시청각실, 북카페, 어린이자료실, 사무실

## 이용 안내
이용 시간
- 어린이자료실: 09:00 ~ 12:00
- 일반열람실 / 종합자료실 / 멀티미디어실: 09:00 ~ 23:00

휴관일
- 관공서의 공휴일에 관한 규정이 정하는 공휴일